# Platyjionia sada
Platyjionia sada là một loài bướm đêm trong họ Noctuidae.